# Pepsinae
Sous-famille
Taxons de rang inférieur
- Ageniellini
- Deuterageniini
- Pepsini
- Priocnemini

Les Pepsinae sont une sous-famille d'insectes hyménoptères, de la famille des Pompilidae (guêpes chasseuses d'araignées).
Il existe des espèces fossiles datant de l'Éocène au Miocène, dans les genres Caputelus, Cryptocheilus, Deuteragenia, Dipogon, Pepsinites et  Priocnemis.

## Liste des genres
Selon NCBI (19 octobre 2019) :
- genre Ageniella
- genre Aimatocare
- genre Allaporus
- genre Auplopus
- genre Caliadurgus
- genre Cryptocheilus
- genre Cyphononyx
- genre Dipogon
- genre Hemipepsis
- genre Paraclavelia
- genre Pepsis
- genre Priocnemis
- genre Schistonyx
- genre Sphictostethus